# Michałowice (powiat grójecki)
Michałowice – wieś w Polsce położona w województwie mazowieckim, w powiecie grójeckim, w gminie Mogielnica.
Wieś szlachecka położona była w drugiej połowie XVI wieku w powiecie bielskim ziemi rawskiej województwa rawskiego. 
We wsi znajduje się zabytkowy kościół Wszystkich Świętych z XVIII wieku.
W latach 1954–1961 wieś należała i była siedzibą władz gromady Michałowice, po jej zniesieniu w gromadzie Świdno. W latach 1975–1998 miejscowość administracyjnie należała do województwa radomskiego.

## Osoby urodzone w Michałowicach
- Stanisław Małek – generał WP.